# Eduardo Rubio (político)
Eduardo José Rubio Vico (Montevideo, 1952) es un político uruguayo perteneciente al Movimiento 26 de Marzo, que integra el partido Unidad Popular.

## Biografía
Eduardo José Rubio Vico, nació en Montevideo, pero vivió parte de su vida en la ciudad de Trinidad, en el departamento de Flores.
Su actividad política comenzó en el Movimiento 26 de Marzo, partido de orientación marxista-leninista integrante del Frente Amplio desde su fundación en 1971 hasta el año 2008.
Eduardo Rubio, inició la actividad política siendo muy joven en el departamento de Flores, adhiriendo desde sus inicios al Movimiento 26 de Marzo.
Con el advenimiento de la dictadura militar, en junio de 1973, fue preso político por su participación en el Movimiento de Liberación Nacional-Tupamaros.
En el Penal de Libertad, principal centro de reclusión de los militantes y guerrilleros del MLN-T, adhirió a los denominados "Seis Puntos" documento opuesto al emanado en Chile durante el "Simposio de Viña del Mar" de carácter liquidacionista del movimiento guerrillero.
Luego de su liberación en el año 1978, se exilió en Suecia, en donde jugó, junto con otros militantes liberados y exiliados, un papel fundamental en el desarrollo de las Relaciones Internacionales del Movimiento 26 de Marzo, tanto en Europa como en América Latina, denunciando la situación de los presos políticos y la tortura a la cual eran sometidos en las cárceles de la Dictadura cívico-militar. 
Trabajó por la formación del Frente Amplio en el exterior; encabezó las campañas del Movimiento 26 de Marzo por la liberación de todos los presos políticos y de figuras relevantes como Líber Seregni y Raúl Sendic; participó en la campaña por el voto en blanco en 1982, durante la campaña electoral por las internas de los partidos políticos -con exclusión del Frente Amplio.
Retornó al Uruguay en 1985, dedicándose a la campaña por lograr el ingreso del Movimiento 26 de Marzo al Frente Amplio, lo cual sucedería recién en 1989.

## Carrera política en Uruguay
En el Frente Amplio, Eduardo Rubio integró los organismos de Dirección desde el ingreso de su partido (Mesa Política, Plenario Nacional, Congreso). Militó siempre en el Comité de Base de su zona; participó en el grupo creado por Tabaré Vázquez en su primera presidencia del Frente Amplio (junto al General (r) Víctor Licandro, entre otros).
Fue Secretario de la Junta Local del Centro Comunal Zonal 2 y Presidente de la Comisión Nacional de Propaganda del Frente Amplio. 
También desempeñó el cargo de suplente Diputado de Raúl Sendic en el período 2000-2005. 
En 2007, el Movimiento 26 de Marzo, decide retirarse del Frente Amplio alegando diferencias ideológicas. Eduardo Rubio acompañó el cambio como propulsor del mismo. Participó como uno de los representantes del Movimiento 26 de Marzo en el proceso que diera surgimiento a la Asamblea Popular y, en 2013 en la conformación y ampliación de la anterior en la denominada Unidad Popular, de la cual es integrante de su Coordinador Nacional -máxima autoridad de esa fuerza política, entre Plenarios Nacionales o Encuentros de Militantes-. 
Actualmente es miembro de la Dirección Nacional del Movimiento 26 de Marzo y es uno de los cofundadores de la Asamblea Popular, integrando el Coordinador Nacional, máximo órgano de Dirección ese partido.
En las elecciones nacionales de 2009, Eduardo Rubio fue propuesto como candidato a Diputado por el Movimiento 26 de Marzo, integrante de la Asamblea Popular. El resultado electoral no fue suficiente entonces, para alcanzar una representación parlamentaria: apenas 15166 votos, de los cuales 9480 fueron al Movimiento 26 de Marzo, cuya lista 326 a la Cámara de Diputados encabezara Rubio.
Al año siguiente, fue candidato a Intendente por Montevideo para las elecciones de 2010, como candidato único por Asamblea Popular. En dicha oportunidad cosechó 10057 votos.
Durante el año 2012, se iniciaron una serie de rondas de negociación con otras fuerzas de izquierda extra-frenteamplista, lo cual culminaría con el Encuentro Nacional de Militantes por la Coordinación de la Unidad Popular el 29 de junio de ese año. En estas instancias, Eduardo Rubio, junto a otros dirigentes del Movimiento 26 de Marzo participaron para lograr acuerdos electorales que culminaran con la representación parlamentaria de la izquierda de cara al ciclo electoral del año 2014.
En las elecciones presidenciales de Uruguay de 2014, Eduardo Rubio encabezó la lista 326 como candidato a Senador. En esta nueva instancia electoral, Rubio obtuvo la banca de Diputado por el departamento Montevideo, electo por la lista 326 integrante de Asamblea Popular. En esta oportunidad, el lema Asamblea Popular encabezado por el maestro Gonzalo Abella, obtuvo un total de 24770 sufragios, de los cuales el Movimiento 26 de Marzo recaudó 11557.
Este cargo electivo, Eduardo Rubio lo asumió el pasado 15 de febrero de 2015.

## Vida privada
Eduardo Rubio, es casado y tiene 3 hijas y dos nietas y 1 nieto
. Es hijo de Bosquina Vico y Eduardo Rubio, reconocido y apreciado Médico en la ciudad de Trinidad, quien fuera el primer candidato a Intendente de Flores por el Frente Amplio en las elecciones de 1971. Actualmente, una calle de la ciudad de Trinidad porta el nombre de su padre en homenaje a su actividad política y medicinal.

## Actualidad
Es la figura más destacada y referente actual del Movimiento 26 de Marzo. 
Diariamente, de lunes a viernes entre las 12.15 y 12.30 horas, encabeza una audición radial oficial del Movimiento 26 de Marzo en Radio Centenario AM 1250, de Montevideo donde emite opinión sobre la actualidad política nacional e internacional.